# Clan Miyoshi
El clan Miyoshi (三好氏) és un clan japonès descendent de l'emperador Seiwa (850-880) i del clan Minamoto. Va ser el braç armat del clan Ogasawara i del clan Takeda.
Al començament del segle xiv, Ogasawara Nagafusa es va assentar a Shikoku fins que la vuitena generació dels seus descendents es van traslladar al districte de Miyoshi (a la província d'Awa) i van prendre el nom del lloc. Van ser dels principals vassalls del clan Hosokawa.
Durant el període Sengoku controlaven diverses províncies, incloent Settsu i Awa.
Entre els principals vassalls del clan hi ha Matsunaga Hisahide i el seu fill Hisamichi.

## Membres notables del clan
- Miyoshi Yukinaga
- Miyoshi Nagahide
- Miyoshi Motonaga
- Miyoshi Nagayoshi
- Miyoshi Yoshikata
- Sogō Kazumasa
- Atagi Fuyuyasu
- Atagi Nobuyasu
- Sogō Masayasu
- Sogō Nagahide
- Miyoshi Yoshitsugu
- Miyoshi Nagaharu
- Miyoshi Yoshioki
- Miyoshi Nagayasu
- Miyoshi Masayasu
- Iwanari Tomomichi
- Miyoshi Yasunaga
- Miyoshi Masanaga
- Miyoshi Hideyuki